# Žerůtky, Znojmo
Žerůtky là một làng thuộc huyện Znojmo, vùng Jihomoravský, Cộng hòa Séc.